# Ella Thomas
Ella Thomas est une actrice, productrice de télévision et mannequin érythréenne et américaine. Elle naît le 15 août 1981 à Asmara en Érythrée, d'une mère érythréenne et d'un père, officier de l'armée américaine, en poste en Érythrée.

## Filmographie
La filmographie d'Ella Thomas, comprend les films et séries télévisées suivants  :

### Actrice
| Année | Film                      | Rôle                | Notes                                                                               |
| ----- | ------------------------- | ------------------- | ----------------------------------------------------------------------------------- |
| 2006  | Shark                     | Call Girl           |                                                                                     |
| 2006  | All In                    | Serveuse            |                                                                                     |
| 2006  | Sept à la maison          | Angel               | Série télévisée (1 épisode: Christmas)                                              |
| 2007  | Betty                     | Amazon              | Série télévisée (1 épisode: I'm Coming Out)                                         |
| 2007  | Las Vegas                 | Julia Thomas        | Série télévisée (1 épisode L'ivresse du pouvoirSaison 4 épisode 16)                 |
| 2007  | Point of Entry            | Monique             | Film TV                                                                             |
| 2008  | Entourage                 | Viveca              | Série télévisée ("Gotta Look Up to Get Down")                                       |
| 2008  | NCIS : Enquêtes spéciales | Heidi               | Série télévisée                                                                     |
| 2008  | Stiletto (en)             | Serveuse            |                                                                                     |
| 2009  | Les Experts : Miami       | Nadine Alcott       | Série télévisée (Sink ou Swim)                                                      |
| 2009  | La Tempête du siècle      | Anna Roberts        | Mini série télévisée                                                                |
| 2009  | Les Experts : Manhattan   | Agent Deborah Meade | Série télévisée                                                                     |
| 2009  | Clones                    | Lisa                | Film (cinéma)                                                                       |
| 2010  | Parenthood                | Lisa Genatasio      | Série télévisée (1 épisode: La vérité en face (Namaste No More)saison 1 épisode 10) |
| 2010  | Napoleonic                | Josephine Moliet    | Film                                                                                |
| 2010  | Castle                    | Natasha Piper       | Série télévisée (1 épisode: Overkill)                                               |
| 2011  | La Force du destin        | Diana Holden        | Série télévisée (25 épisodes)                                                       |
| 2011  | NCIS : Los Angeles        | Jada Khaled         | Série télévisée (2 épisodes)                                                        |
| 2012  | NCIS : Los Angeles        | Jada Khaled         | Série télévisée (épisode Exit Strategy)                                             |
| 2013  | Almost Human              | Vanessa             | Série télévisée (épisode Skin)                                                      |
| 2014  | Bones                     | Lyla Thomas         | Série télévisée (épisode The Drama in the Queen)                                    |
| 2015  | Portrait of Love          | Julia Robbins       | Film TV                                                                             |
| 2015  | Ballers                   | Kara Cooley         | Série télévisée (2 épisodes)                                                        |
| 2016  | Nina                      | Lorraine Hansberry  |                                                                                     |
| 2016  | NCIS : Los Angeles        | Jada Khaled         | Série télévisée (4 épisodes)                                                        |
| 2016  | Mistresses                | Jackie              | Série télévisée (7 épisodes)                                                        |

### Productrice
| Année | Film                |
| ----- | ------------------- |
| 2012  | The Scam            |
| 2013  | Top Flight Security |